# 65537-gono
En geometría, un 65537-gono es un polígono con 65 537 (esto es 216 + 1) lados. La suma de los ángulos interiores de cualquier 65537-gono que no sea autointersecante es de 11 796 300°. Presenta la particularidad de que se puede construir con regla y compás, al ser 65 537 un número de Fermat.

## 65537-gono regular
El área de un 65537-gono normal es (con a = longitud del lado)
{\displaystyle A={\frac {65537}{4}}a^{2}\cot {\frac {\pi }{65537}}}
Un 65537-gono regular completo no se distingue visualmente de una circunferencia, y su perímetro difiere del de la circunferencia circunscrita en aproximadamente quince partes por mil millones.

## Construcción
El 65537-gono regular (uno con todos los lados iguales y todos los ángulos iguales) es de interés por ser un polígono construible: es decir, se puede construir usando un compás y una regla sin marcar. Esto se debe a que 65 537 es un número de Fermat, siendo de la forma 22n + 1 (en este caso n = 4).
Por lo tanto, los valores {\displaystyle \cos {\frac {\pi }{65537}}} y {\displaystyle \cos {\frac {2\pi }{65537}}} son números algebraicos asociados a un polinomio de grado 32 768 y, como cualquier número construible, se pueden escribir en términos de raíces cuadradas y no de raíces de orden superior.
Aunque Gauss sabía en 1801 que el 65537-gono regular era construible, Johann Gustav Hermes (1894) proporcionó la primera construcción explícita de un 65537-gono regular. La construcción es muy compleja; Hermes pasó 10 años completando el manuscrito de 200 páginas. Otro método implica el uso de un máximo de 1332 círculos de Carlyle, y las primeras etapas de este método se muestran a continuación. Este método soluciona problemas prácticos, ya que uno de estos círculos de Carlyle resuelve la ecuación de segundo grado x2 + x − 16384 = 0 (siendo 16 384 precisamente 214).

## Simetría
El 65537-gono regular tiene simetría diedral Dih65537, de orden 131 074. Dado que 65 537 es un número primo, hay un subgrupo con simetría diédrica: Dih1, y 2 simetrías grupo cíclico: Z65537 y Z1.

## 65537-grama
Un 65537-grama es una estrella de 65 537 lados. Como 65 537 es primo, hay 32 767 formas regulares representadas de la forma símbolos de Schläfli {65537/n}, para todos los números enteros 2 ≤ n ≤ 32768 como {\displaystyle \left\lfloor {\frac {65537}{2}}\right\rfloor =32768}.